# Antologia 27
Antologia 27, anteriormente apelidada de Trezes na temporada 1, é uma série de televisão de filmes com origem portuguesa, do género drama histórico criada para a RTP1 que estreou a 11 de dezembro de 2020. Composta por 27 episódios, a série reune a cada episódio autores, contos e realizadores nacionais distintos no formato de filmes a partir de uma visão cinematográfica de alguns dos contos da nossa literatura, numa valorização do património literário e cultural português.

## Resumo

### Fronteira
| Ator/Atriz           | Personagem     |
| -------------------- | -------------- |
| Sisley Dias          | General Robalo |
| Teresa Mello Sampayo | Isabel         |
| Sérgio Moras         | Morais         |
| João Villas-Boas     | Valentim       |
| Carla Chambel        | Benilde        |
| Almeno Gonçalves     | Pai de Isabel  |
| Orlando Costa        | Taberneiro     |
| Francisco Luís       | Lopes          |
| João Redondo         | —              |
| Pedro Marujo         | —              |
| Rufina Craveiro      | —              |

Gravado em Sortelha (Sabugal), o conto Fronteira insere-se na obra Novos Contos da Montanha, publicada em 1944.
1970. À aldeia de Fronteira chega um novo chefe de posto da Guarda Fiscal. Com convicções inabaláveis sobre a aplicação da Lei, rapidamente entra em confronto com a população, que sobrevive com a prática de contrabando. Mas um conflito passional coloca em causa todos os seus valores e a sua noção de dever, obrigando-o a tomar uma decisão inesperada e irreversível.

### O Rapaz do Tambor
| Ator/Atriz         | Personagem            |
| ------------------ | --------------------- |
| Miguel Damião      | Álvaro                |
| Rodrigo Santos     | Jaime                 |
| Sandra Santos      | Isabel                |
| Duarte Grilo       | Inspetor Santos Silva |
| Gonçalo Botelho    | Tio                   |
| Ana Saragoça       | Empregada             |
| Guilherme Oliveira | Anibal                |

O conto O Rapaz do Tambor integra a obra Antologia do Conto Português Contemporâneo, publicada em 1984, que reúne um conjunto de contos de 30 autores.
Jaime, um jovem introvertido, sofre com as humilhações que lhe infligem os seus colegas de colégio. O pai, Álvaro, director do colégio, distante e de poder absoluto, trata-o com indiferença. Com o apoio da mãe, Isabel, Jaime encontra num quadro, de um rapaz com um tambor à frente das tropas em batalha, a inspiração e o exemplo de coragem que o irão transformar num herói improvável na luta contra a opressão.

### As Cinzas da Mãe
| Ator/Atriz        | Personagem       |
| ----------------- | ---------------- |
| Margarida Moreira | Isabel           |
| João Craveiro     | Daniel           |
| Paula Mora        | Mãe de Isabel    |
| Paula Guedes      | Rosinha          |
| Manuel Sá Pessoa  | João             |
| Matilde Serrão    | Isabel (criança) |
| Madalena Aragão   | Isabel (jovem)   |

O conto As Cinzas da Mãe integra a obra A Vida é um Tango, publicada em 2018.
Desde criança que Isabel se recorda do pedido recorrente de sua mãe: ser cremada. E agora que o dia chegou, com o seu marido Daniel ao lado, é a voz da mãe que ela ouve, o que a surpreende porque a mãe está ali, na urna, prestes a ser cremada, como sempre quis. E, desde então, não mais deixa de se fazer ouvir, acompanhada de uma carta deixada em testamento, com instruções precisas, que, por serem drásticas, poderão pôr fim ao casamento de Isabel.

### A Morte do Super-Homem
| Ator/Atriz     | Personagem  |
| -------------- | ----------- |
| João Jesus     | Luís Carlos |
| Susana Arrais  | Clara Gomes |
| Afonso Lagarto | Flash       |
| Sara Norte     | Storm       |

Luís Carlos volta de uma viagem de seis semanas a Boston, EUA, onde esteve a pesquisar para a sua tese de Mestrado sobre o Super-Homem, segundo ele o maior, se não mesmo único, herói de todos os tempos. Mas Luís Carlos é um solitário, convicto de que tem total controlo sobre o seu apetite por cocaína e, só quando muito bem se permite, heroína. Quando chega a Lisboa, apercebe-se que afinal o Super-Homem morreu, segundo as notícias. Para Luís Carlos, isso pode significar o fim da sua pesquisa e da sua "promissora" carreira como professor universitário, onde poderia trabalhar ao seu ritmo e assegurar um ordenado confortável. O desespero instala-se na sua vida.

### O Tesouro
| Ator/Atriz      | Personagem |
| --------------- | ---------- |
| Rui Luís Brás   | Afonso     |
| Ivo Alexandre   | Gualdim    |
| José Condessa   | Egas       |
| Carolina Amaral | Rosa       |
| Salvador Nery   | Henrique   |
| Carla Salgueiro | Teresa     |
| Francisco Sousa | Cavaleiro  |
| Teresa Saldanha | —          |

O conto O Tesouro integra a obra Contos, publicada postumamente em 1902.
Já nada resta da antiga opulência de Afonso, Egas e Gualdim, três irmãos nobres cuja fortuna foi perdida poucos anos antes, graças aos fulgores veniais de Gualdim e ao vício do jogo de Egas. A viverem em Paço de Medranhos, propriedade apalaçada e de belo traço que mal deixa perceber hoje o luxo dos tempos idos, mal vão sobrevivendo. A jovem criada destes irmãos, de seu nome Rosa, está prestes a perder a paciência pela remuneração que há muito não lhe chega à mão e decide segui-los quando se embrenham no bosque, acabando por observá-los quando tomam posse de um cofre com uma fortuna em dobrões de ouro. Mas esta fortuna irá trazer a desgraça à família.

### Uma Vida Toda Empatada
| Ator/Atriz             | Personagem |
| ---------------------- | ---------- |
| Maria João Pinho       | Lurdes     |
| Gonçalo Diniz          | Carlos     |
| António Melo           | Guedes     |
| Maria Arrais           | Rute       |
| Fernando Rodrigues     | Hilário    |
| António Pedro Cerdeira | Duarte     |
| Márcia Leal            | Ana        |
| Rodrigo Tomás          | Nelson     |
| Nuno Vinagre           | —          |

O conto Uma Vida Toda Empatada integra a obra Contos Vagabundos, publicada em 2000.
Lurdes não tem vida para além do seu trabalho de repórter/realizadora de televisão; mas nem aí consegue realizar-se: os seus programas enfocam-se na fragilidade do ser humano perante os problemas sociais e as audiências não correspondem às necessidades de uma estação de televisão. Prestes a perder o seu programa, é encarregue de uma última reportagem, no interior do país. No local, desenrola-se um poderoso drama familiar, integralmente captado pela sua câmara, que acaba por resultar num programa de grande notoriedade e audiências invulgares, mas com uma abordagem contrária ao que sempre defendeu. Perante os factos, e elevada à condição de grande esperança da estação, Lurdes confronta-se com o que sempre almejou, sem o ter até então conseguido: o sucesso, por via do acaso e da prática, mesmo que involuntária, do que sempre condenou.

### A Pereira da Tia Miséria
| Ator/Atriz          | Personagem  |
| ------------------- | ----------- |
| Elsa Valentim       | Tia Miséria |
| Elmano Sancho       | Padeiro     |
| Bárbara Branco      | Nora        |
| Paulo Calatré       | Mendigo     |
| Lourenço de Almeida | Filho       |
| Heitor Lourenço     | Padre       |
| Santiago André      | João        |

A Tia Miséria é isso mesmo e o único gosto que tem na vida são as deliciosas peras da sua árvore, que a garotada apanha sem lhe deixar nenhuma. Tudo muda quando um dia conta o seu infortúnio a um mendigo a quem acolhe e oferece a sua última pera. Este promete-lhe que quem tentar roubar-lhe as peras ficará preso na pereira até que ela o liberte. Tia Miséria consegue assim assustar os garotos e resolver a situação. Quando é visitada pela Morte, para a levar, Tia Miséria pede-lhe um último desejo: que lhe apanhe uma das suas preciosas peras. A Morte acede e fica presa na pereira. Durante anos ninguém morre e, à porta de Tia Miséria, passam a bater os que perdem os seus negócios em virtude desse facto. Mas algo de marcante para o mundo acontece no momento em que Tia Miséria resolve soltar a Morte.

### Miss Beijo
| Ator/Atriz        | Personagem         |
| ----------------- | ------------------ |
| Beatriz Frazão    | Isabela            |
| Beatriz Monteiro  | Rapariga Esplanada |
| João Pedro Dantas | Ismael             |
| Aldo Lima         | António «Toni»     |
| Maria Simões      | Avó                |
| Hugo Tourita      | Capataz Obras      |

O conto Miss Beijo integra a obra O Belo Adormecido, publicada em 2004.
A Isabela não lhe interessa o que às outras raparigas da sua idade mais atrai, talvez porque a sua verdadeira mãe sempre foi a sua avó, e o pai... bom, o irmão não o consegue substituir. Ismael, apesar dos seus esforços para reforçar os parcos ganhos da avó nas limpezas e arrumações a dias, encontra dificuldades constantes para se afirmar num mundo que parece tratá-lo de forma cruel. Mas é ele o amigo e cúmplice nos mais difíceis momentos do crescimento da irmã. Isabela, alheada da dura realidade, vive, feliz, no seu mundo de Verão, sol, praia e pausa dos estudos. Até ser confrontada com uma injustiça que se abate sobre o irmão, mais grave que as muitas que lhe têm batido à porta e que o arrasta, e a ela, para a dureza dos conflitos inultrapassáveis da vida.

### A Abóbada
| Ator/Atriz      | Personagem          |
| --------------- | ------------------- |
| João Catarré    | D. João I           |
| Maya Booth      | Leonor de Lencastre |
| João Didelet    | Frei Joanne         |
| Filipe Vargas   | João das Regras     |
| José Martins    | Afonso Domingues    |
| Tobias Monteiro | David Ouguet        |
| Figueira Cid    | Frei Lourenço       |
| António Maria   | Martim Vasques      |
| Carolina Serrão | D. Constança        |
| Cátia Nunes     | Anna Margarida      |

O conto homónimo de Alexandre Herculano, foi publicado em 1851.
Para celebrar a vitória sobre os castelhanos na batalha de Aljubarrota, o rei D. João I decide mandar construir um grande mosteiro. Na corte, defendem uns que deve ser um arquitecto estrangeiro, largamente experiente e mais preparado, a tomar o encargo de tão grande responsabilidade. Outros defendem que, precisamente pela enorme responsabilidade e simbolismo de tal monumento, deve ser um entre os muito sabedores e experimentados portugueses a fazê-lo. A ala estrangeirista será encabeçada pela rainha D. Filipa de Lencastre e a nacionalista pelo rei. Gera-se o desentendimento, mas a súbita cegueira do mestre Afonso Domingues acaba por levar o rei a ceder e entregar a obra ao arquitecto estrangeiro David Ouguet, que acaba por a ver derrocar. Perante o desastre, D. João I chama o que sempre foi seu eleito, Mestre Afonso, que, mesmo cego, dirige a construção da estrutura gótica de uma nova abóbada. E, se a abóbada não caiu, não cairá, até hoje.

### Um Jantar Muito Original
| Ator/Atriz         | Personagem          |
| ------------------ | ------------------- |
| Tomás Alves        | Duarte Rodrigues    |
| Miguel Loureiro    | Prositt             |
| João Cabral        | Engenheiro          |
| Jorge Silva        | General Caeiro      |
| Lourenço Henriques | Membro da sociedade |
| Jorge Pinto        | Membro da sociedade |
| Flávio Gil         | Membro da sociedade |
| Miguel Sermão      | Empregado           |
| Beatriz Barosa     | Madalena            |
| Rosa Bela          | Clementina          |

Adaptação cinematográfica do conto homónimo, originalmente escrito em inglês, foi publicado em 1906 por Alexander Search, o heterónimo de Fernando Pessoa.
1907. A Câmara do Porto acaba de ser ganha pelos republicanos, em plena monarquia, a três anos de distância da revolução. As ideias republicanas vão-se impondo e as instituições monárquicas começam a ser abaladas. Porém, a Sociedade Gastronómica de Lisboa resiste e aparentemente é um dos mais sólidos bastiões da monarquia. Mas ventos de mudança sopram dentro das paredes da tradicional e conservadora Sociedade. Um jovem membro, o Dr. Duarte Rodrigues, decide disputar a presidência, ocupada pelo misterioso Prositt, que fez fortuna nas Áfricas. Duarte, afirmando que não quer trair o ilustre presidente, mas como este se encontra algo desgastado e perdidamente deslumbrado com a liderança, consegue de forma ardilosa convencer os outros a convencê-lo a ele próprio, Duarte, a avançar, servindo-lhes para isso, num jantar de tomada de poder, um prato de inesperada excelência e muito original.

### O Sítio da Mulher Morta
| Ator/Atriz      | Personagem    |
| --------------- | ------------- |
| José Fidalgo    | Proprietário  |
| Beatriz Godinho | Marta / Júlia |
| Hélder Agapito  | José Cravo    |
| Patrícia André  | Mulher        |
| Pedro Lacerda   | Ponciano      |
| José Neto       | Sagreira      |
| Maria d'Aires   | Emília        |

Adaptação cinematográfica do conto homónimo de Manuel Teixeira Gomes publicado em 1935, que integra a obra Novelas Eróticas. 
O Proprietário tem tudo o que o destino quis e que ele tem sabido expandir: terras férteis a perder de vista, imenso gado, vinhos de excepção e charutos maturados nas longas viagens dos barcos vindos directamente do Caribe, mais precisamente de Cuba. De tudo isto ele desfruta no seu rico solar rural, preenchido pela mulher e dois filhos, de quem muito gosta, mas que por vezes lhe interrompem o desfrutar destes prazeres que lhe cabem por direito. Mas o desencanto da rotina passional remete-o sempre para as memórias efabuladas de um momento no passado em que, inesperadamente, descobriu numa meretriz a elevação surpreendente da paixão ao plano do afecto. Até que a meretriz lhe aparece na Herdade, intocada pelos quinze anos passados, mais pura que antes e, até aos seus olhos, rejuvenescida. Mas casada, com um homem perigoso.

### O Chefe do Meu Pai Era um Democrata e Ninguém Sabia
| Ator/Atriz             | Personagem           |
| ---------------------- | -------------------- |
| João Jesus             | Acácio               |
| Melissa Matos          | Margarida «Guidinha» |
| Carolina Cunha e Costa | Rosete               |
| Sérgio Praia           | Sr. Engenheiro       |
| Elmano Sancho          | Casimiro             |
| João Villas-Boas       | Lopes                |
| José Neto              | Sr. Almeno           |

A visão de uma criança, Guidinha, da relação do pai com o seu chefe. Um telefilme divertido que nos conta como foi a transição do Estado Novo para a Democracia no dia 25 de Abril. Tudo isto através da visão de uma criança, Guidinha, filha de funcionário cumpridor e que sempre teve de se submeter, mesmo que discordasse, ao despotismo do patrão, para assegurar o sustento da família. Até ao dia em que, simplesmente, quis desfrutar o dia da promessa absoluta, e há tanto ansiado, com a sua filha.

### Bully
| Ator/Atriz         | Personagem  |
| ------------------ | ----------- |
| Carlos Malvarez    | Daniel      |
| Diva O'Branco      | Raquel      |
| Pedro Carvalho     | José «Zé»   |
| Maria d'Aires      | Avó         |
| Rui Neto           | Dr. Freitas |
| João Montez        | João        |
| Pedro Caeiro       | Professor   |
| Diogo Brito        | Daniel      |
| Matilde Serrão     | Raquel      |
| Francisco Monteiro | João        |

O conto homónimo de Miguel Simal integra o livro Daiquiris de Morango e outras histórias, publicado em 2010.
Desde muito cedo, ainda na escola, percebeu que o que lhe faltava em coragem lhe sobrava em inteligência. Perante a confrontação física o seu estômago embrulha-se e a respiração fica ruidosa, sem que ele o consiga evitar. Por isso sempre aturou tudo, ou quase tudo, aos colegas, mais tarde na universidade e, agora, no emprego. Até que um dia tudo muda, uma colega dá-lhe a coragem que ele não sabia ter, levando-o ao exagero poético de quem até então tudo tinha suportado.

### A Palavra Mágica
| Ator/Atriz        | Personagem |
| ----------------- | ---------- |
| José Raposo       | Silvestre  |
| Eric Santos       | Ramos      |
| Hugo Narciso      | Tó         |
| Sofia de Portugal | Lurdes     |
| Miguel Borges     | Paulino    |
| Inês Nogueira     | Etelvina   |
| Carlos Sebastião  | Carmelo    |
| Miguel Partidário | Taberneiro |
| João Maria Pinto  | Juíz       |

O conto homónimo de Vergílio Ferreira integra o livro Contos, publicado em 1976.
A primeira vez que a ouvem não lhes parece grande coisa. A palavra é estranha e o tom em que foi lançada pode ser ofensivo. Na aldeia depressa se espalha a palavra e, à medida que passa de boca em boca, fica mais pesada e assume o seu carácter vincadamente ofensivo. Desavinda a aldeia, todos os pequenos mal entendidos do dia-a-dia se tornam equívocos graves. Só há uma solução: expor os casos e a sua origem - a palavra mal ouvida e mal dita - que, hoje, na aldeia, é a ofensa mais devastadora que se pode atirar ao nosso maior inimigo. Apaziguados os ânimos pela sapiência do juiz, e esclarecidos sobre o significado inócuo da palavra, reúnem-se logo de seguida os renovados amigos, que, aliviados, não resistem a prosseguir a provocação da vida na aldeia, mesmo que conflituosa. Escolhem no dicionário uma nova palavra, para lançar um novo e irresistível equívoco.

### O Conto do Nadador
| Ator/Atriz             | Personagem |
| ---------------------- | ---------- |
| António Pedro Cerdeira | —          |
| Ana Lopes              | —          |
| Kelly Bailey           | —          |
| Mariana do Ó           | —          |
| Sofia Nicholson        | —          |
| Duarte Grilo           | —          |
| Lourenço Henriques     | —          |
| Rui Gonçalves          | —          |

Telefilme inspirado no conto homónimo de Lídia Jorge.
Uma história de um tempo em que o mistério fazia a diferença e onde impera o mais subtil sentido de observação. Tudo começa com a morte do Nadador, descoberto à beira da falésia. Mas, até hoje, não se sabe quem deu o tiro fatal, apesar de uma investigação minuciosa por parte da Policia Judiciária, com especial atenção a três raparigas - duas irmãs e uma amiga, que ali se encontram de férias. Mas a dúvida permanece e o inspetor que fez a investigação questiona-se, pois as três adolescentes tão aparentemente ingénuas deixam no inspetor a convicção de que, entre os depoimentos delas e a maturidade assertiva do pai, dificilmente poderá provar o que o seu instinto lhe aponta.

### O Anel
| Ator/Atriz       | Personagem |
| ---------------- | ---------- |
| Ana Bustorff     | —          |
| Anabela Faustino | —          |
| Sofia Campos     | —          |
| Francisca Frazão | —          |
| Luísa Ortigoso   | —          |
| José Mora Ramos  | —          |
| Carolina Frias   | —          |

Telefilme inspirado no conto homónimo de Patrícia Maia Noronha.
Mais do que tudo ela sempre quis o anel da amiga e colega de escola. Porque, na verdade, aquele anel representava tudo aquilo que a condição remediada da mãe e o seu feitio agreste não lhe tinha nunca conseguido dar. Mas ao longo dos anos sempre soubera evitar que aquele segredo prejudicasse aquela amizade, que lhe dava acesso ao elevado estrato social da família da amiga e colega. Até ao dia em que decidiu criar o que as circunstâncias nunca lhe tinham proporcionado, levando a amiga a entrar em estado comatoso no hospital onde agora ela exerce enfermagem. Mas tudo isso acontece com aquele anel sempre no dedo.

### O Aplaudido Dramaturgo Curado Pelas Pílulas Pink
| Ator/Atriz       | Personagem |
| ---------------- | ---------- |
| Laura Frederico  | Ana        |
| Pedro Carmo      | —          |
| Isaac Alfaiate   | —          |
| António Melo     | —          |
| Bernardo Lacerda | —          |

Adaptação cinematográfica do conto homónimo de Natália Correia.
Ana chegou a um impasse na sua vida. Descontente com o casamento e com o emprego, não vê uma saída para a situação em que se encontra. O dramaturgo entra na sua vida como simples distribuidor de listas telefónicas que, na verdade e segundo ele, é um elemento do elenco de personagens que vão surgir ao longo da história. Todas estas personagens chegam a ser definidas como cavaleiros que são atirados para a tempestade da vida. Este é um discurso que afeta e desperta a nossa protagonista para o confronto com o que lhe parece ser, e é, a sua conformação com a vida que veio ter com ela. E segue então os conselhos do Aplaudido Dramaturgo, até descobrir a evidência da rutura que só a ela cabe fazer.

### O Esqueleto
| Ator/Atriz      | Personagem |
| --------------- | ---------- |
| Carlos Malvarez | —          |
| Miguel Amorim   | —          |
| Vera Moura      | —          |
| Miguel Raposo   | —          |
| Anabela Brígida | —          |

Adaptação cinematográfica da obra de Camilo Castelo Branco.
O Esqueleto conta-nos como as férias da universidade mudaram a vida do nosso protagonista. As férias levaram-no à terra, como todos os anos acontecia, mas naquele ano a vertigem da paixão assaltou-o e culminou num pedido de casamento. Tudo afinal efémero, equívoco, onde a traição do seu mais próximo amigo pode, afinal e tão só, decorrer da leviandade que o caracteriza. Mas não importam as razões, importam os atos e a sua interpretação por cada uma das personagens; que levam ao ato supremo de amor... e de vingança.

### O Anjo do Tesouro de Mafra
| Ator/Atriz       | Personagem |
| ---------------- | ---------- |
| Rita Rocha Silva | Júlia      |
| Samuel Alves     | —          |
| Graciano Dias    | —          |
| Ângela Pinto     | —          |
| Christelle Caboz | —          |
| Ana Andrade      | —          |
| Manuel Moura     | —          |
| José Leite       | —          |
| Miguel Amorim    | —          |
| Vera Moura       | —          |
| Miguel Raposo    | —          |
| Anabela Brígida  | —          |

Adaptação cinematográfica da obra O Anjo das Capelas Imperfeitas de Cláudia Clemente
Júlia, uma jovem sonhadora prestes a casar, tenta acreditar na promessa de um amor que é ameaçado pela violência do noivo, marcado pela sua dependência alcoólica. Um professor universitário segue uma teoria histórica: a de que o rei D. João V escondeu parte do ouro do Brasil numa sala secreta do Convento de Mafra, agora oculta pela Biblioteca. Duas vidas de sonhos nunca antes cumpridos, de esperança e desilusão, que se cruzam numa noite mágica no Convento de Mafra. Um encontro onde descobrem algo maior do que qualquer tesouro material: o amor que se esconde no inesperado, que vive para além do que se vê.

### O Ódio das Vilas
| Ator/Atriz          | Personagem |
| ------------------- | ---------- |
| Lourenço de Almeida | —          |
| Miguel Amorim       | —          |
| Carla Maciel        | —          |
| Rita Rocha Silva    | —          |
| Oksana Tkach        | —          |
| Carlos Sebastião    | —          |
| Jaime Monsanto      | —          |
| Rui Spranger        | —          |
| Catarina Guerreiro  | —          |
| Cristina Cavalinhos | —          |
| Pedro Manana        | —          |
| Daniel Silva        | —          |

Adaptação cinematográfica da obra de Manuel da Fonseca
Um drama intenso que mergulha nos dilemas de uma sociedade profundamente enraizada nas tradições familiares e com valores carregados de preconceitos.
Após desperdiçar os anos dourados da sua juventude privilegiada numa vida boémia, António Vargas o herdeiro de uma das famílias mais influentes da vila encontra, nas searas das suas propriedades, a filha do caseiro. Uma jovem simples, mas que encarna a mulher com que sempre sonhou. O gesto, aparentemente simples, desencadeia uma onda de indignação entre a elite local e gera um clima de tensão crescente entre famílias. Um retrato inquietante de uma sociedade onde o amor é contrário à moral e bons costumes.

### A Troca
| Ator/Atriz         | Personagem |
| ------------------ | ---------- |
| Pedro Marujo       | —          |
| Afonso Lagarto     | —          |
| Samuel Alves       | —          |
| Gonçalo Botelho    | —          |
| Hugo Nicholson     | —          |
| Bruno Adrião       | —          |
| Filomena Gonçalves | —          |

Adaptação cinematográfica da obra de Ana Margarida de Carvalho
"A Troca" acompanha a vida de um pequeno grupo de amigos que pouco conhece para além do bairro onde nasceu. Com uma rotina marcada pela sobrevivência e onde a solidariedade entre todos existe, mesmo que discreta, por vezes o objetivo é apenas ter acesso a uma dose diária de um vício que os destrói e lhes tira qualquer ambição.
Mas tudo muda para um deles quando é apanhado por uma estrutura que trata as pessoas como meios para atingir os fins, uma verdadeira lavagem de personalidade que visa, neste caso, dotá-lo de capacidade para levar a cabo uma missão fundamental para a conquista do poder por essa organização.
No seio do grupo de amigos e da comunidade ninguém estranha essa ausência, pois é simplesmente um facto daquela vida, cada ausência é normalizada e cada regresso é celebrado. Este chega firme, transformado e com um discurso que rapidamente conquista os que ficaram para trás. Mas essa aparente firmeza vai arrastar consigo um elemento do grupo para os meandros da missão a que está destinado. E assim acontece "A Troca"!

### Excelência
| Ator/Atriz       | Personagem     |
| ---------------- | -------------- |
| Ana Varela       | Maria do Carmo |
| Lucinda Loureiro | —              |
| Luís Mascarenhas | —              |
| Rui Santos       | —              |
| Rodrigo Costa    | —              |
| João Maria Reis  | —              |
| Paulo Mota       | —              |
| Vanda Cerejo     | —              |

Telefilme inspirado na obra da consagrada escritora Luísa Costa Gomes
A história de Maria do Carmo, uma mulher de sucesso na área da publicidade e comunicação, com uma vida cuidadosamente construída, mas que se desmorona quando é convocada a comparecer, de forma inesperada, nos Serviços do Centro Vigilância Lógica. Sem qualquer explicação, Maria do Carmo vê-se presa numa espera indefinida e confrontada com outros que ali estão há anos, sem motivo claro e sem saída visível. As suas responsabilidades profissionais e pessoais vão levá-la ao desespero e ao protesto, pois quer antecipar a solução dos seus problemas mesmo que isso a faça ultrapassar todos os limites. Mas o Sistema não dá respostas e pune quem as exige.

## Episódios

### 1.ª temporada (2021)
| N.º geral | N.º na temp. | Título                     | Dirigido por           | Escrito por                                                                                     | Exibição original       | Cód. de produção |
| --------- | ------------ | -------------------------- | ---------------------- | ----------------------------------------------------------------------------------------------- | ----------------------- | ---------------- |
| 1         | 1            | "Fronteira"                | João Cayatte           | História: Miguel TorgaArgumento: Miguel Simal e Ana Vasques                                     | 11 de dezembro de 2020  | 103              |
| 2         | 2            | "O Rapaz do Tambor"        | Filipe Henriques       | História: Fernando NamoraArgumento: Pedro Marta Santos                                          | 18 de dezembro de 2020  | 104              |
| 3         | 3            | "As Cinzas da Mãe"         | José Farinha           | Patrícia Müller e Cristina Norton                                                               | 8 de janeiro de 2021    | 106              |
| 4         | 4            | "A Morte do Super-Homem"   | João Teixeira          | Rui Zink e Pedro Marta Santos                                                                   | 15 de janeiro de 2021   | 101              |
| 5         | 5            | "O Tesouro"                | Carlos Coelho da Silva | História: Eça de QueirozArgumento: Pedro Marta Santos                                           | 22 de janeiro de 2021   | 102              |
| 6         | 6            | "Uma Vida Toda Empatada"   | Tiago P. de Carvalho   | Marta Pais Lopes e Mário de Carvalho                                                            | 5 de fevereiro de 2021  | 105              |
| 7         | 7            | "A Pereira da Tia Miséria" | Marie Brand            | Marta Pais Lopes                                                                                | 12 de fevereiro de 2021 | 107              |
| 8         | 8            | "Miss Beijos"              | Miguel Simal           | Lídia Jorge, Patrícia Müller e Miguel Simal                                                     | 19 de fevereiro de 2021 | 109              |
| 9         | 9            | "A Abóbada"                | Cláudia Clemente       | História: Alexandre HerculanoArgumento: Pedro Marta Santos                                      | 26 de fevereiro de 2021 | 108              |
| 10        | 10           | "Um Jantar Muito Original" | Leandro Ferreira       | História: Alexander SearchArgumento: Leandro Ferreira e Miguel Simal                            | 5 de março de 2021      | 110              |
| 11        | 11           | "O Sítio da Mulher Morta"  | Filipe Henriques       | História: Fernando NamoraArgumento: Manuel Teixeira Gomes, Patrícia Müller e Carlos de Oliveira | 12 de março de 2021     | 111              |

### 2.ª temporada (2024-25)
| N.º geral | N.º na temp. | Título                                                | Dirigido por                  | Escrito por | Exibição original      | Cód. de produção |
| --------- | ------------ | ----------------------------------------------------- | ----------------------------- | --- | ---------------------- | ---------------- |
| 12        | 1            | "O Chefe do Meu Pai Era um Democrata e Ninguém Sabia" | Mónica Santos                 | História: Luís de Sttau MonteiroArgumento: Miguel Simal, João Félix, Diogo Lourenço e José Carlos de Oliveira   | 2 de setembro de 2024  | 210              |
| 13        | 2            | "Bully"                                               | Ricardo Pugschitz de Oliveira | História: Miguel SimalArgumento: Miguel Simal, João Félix e José Carlos de Oliveira                             | 9 de setembro de 2024  | 203              |
| 14        | 3            | "A Palavra Mágica"                                    | Pocas Pascoal                 | História: Vergílio FerreiraArgumento: Miguel Simal e João Félix                                                 | 16 de setembro de 2024 | 201              |
| 15        | 4            | "O Conto do Nadador"                                  | Filipe Henriques              | História: Lídia JorgeArgumento: Pedro Marta Santos, Diogo Lourenço, Matilde Jacobetty e José Carlos de Oliveira | 30 de setembro de 2024 | 204              |
| 16        | 5            | "O Anel"                                              | Claudia Clemente              | História: Patrícia Maia NoronhaArgumento: Patrícia Müller                                                       | 7 de outubro de 2024   | 207              |
| 17        | 6            | "O Aplaudido Dramaturgo Curado Pelas Pílulas Pink"    | Jó Monteiro                   | Natália Correia                                                                                                 | 5 de maio de 2025      | 208              |
| 18        | 7            | "O Esqueleto"                                         | João Roque                    | História: Camilo Castelo BrancoArgumento: Miguel Simal e João Félix                                             | 12 de maio de 2025     | 202              |
| 19        | 8            | "O Anjo do Tesouro de Mafra"                          | João Brás                     | Cláudia Clemente                                                                                                | 19 de maio de 2025     | 213              |
| 20        | 9            | "O Ódio das Vilas"                                    | Luís Porto                    | História: Manuel da FonsecaArgumento: Luís Porto, Miguel Sima e Ana Vasques                                     | 26 de maio de 2025     | 113              |
| 21        | 10           | "A Troca"                                             | Emanuel Meliciano             | História: Ana Margarida de CarvalhoArgumento: Patrícia Müller                                                   | 2 de junho de 2025     | 205              |
| 22        | 11           | "Excelência"                                          | Ricardo Pugschitz de Oliveira | História: Luísa Costa GomesArgumento: Eduarda Laia                                                              | 9 de junho de 2025     | 209              |
| ASA       | ASA          | "Os Três Conselhos"                                   | ASA                           | ASA | ASA                    | 206              |
| ASA       | ASA          | "A Lição de Inglês"                                   | ASA                           | História: Maria Ondina BragaArgumento: Eduarda Laia                                                             | ASA                    | 211              |
| ASA       | ASA          | "O Regresso"                                          | ASA                           | ASA | ASA                    | 212              |
| ASA       | ASA          | "Os Brincos da Viúva"                                 | ASA                           | ASA | ASA                    | 214              |
| ASA       | ASA          | "Coisas"                                              | José Carlos Oliveira          | José Saramago                                                                                                   | ASA                    | 215              |
| ASA       | ASA          | "O Assobio"                                           | ASA                           | História: Lídia JorgeArgumento: António-Pedro Vasconcelos                                                       | ASA                    | 216              |
| ASA       | ASA          | "O Lavagante"                                         | ASA                           | ASA | ASA                    | 112              |

## Exibição
Trezes estreou a 11 de dezembro de 2020, tendo a primeira temporada sido planeada com 13 episódios exibidos semanalmente. Por incompatibilidade, ficaram dois episódios (O Ódio das Vilas e O Lavagante) por produzir. Conforme foi confirmada uma nova fornada de 16 episódios, que foi transformada numa segunda temporada, a série teve o seu título alterado para Antologia 27 e o episódio O Ódio das Vilas adicionado à temporada, formando um total de 17 episódios na segunda temporada. O episódio O Lavagante acabou por ser descartado.